# Габбей, Алан
Алан Габбей (англ. William Alan Gabbey; род. 1938) — британо-американский философ, специалист по ранней современной философии, в особенности по Спинозе, Декарту и Ньютону. Доктор философии (1964), профессор Барнард-колледжа (эмерит). Член Международной академии истории науки IAHS (1988, членкор с 1978).
Окончил Университет Квинс в Белфасте (бакалавр B.Sc. прикладной математики, 1960) и там же получил докторскую степень на кафедре философии, диссертация — «Descartes' dynamical thought». В 1964-65 также обучался в Практической школе высших исследований. С 1965 ассистент-лектор кафедры истории и философии науки Университета Квинс в Белфасте, с 1968 там же лектор (по 1976), с 1977 старший лектор, с 1985 ридер, с 1987 эмерит — а в 1979-87 также завкафедрой. В 1988 приглашенный профессор Политехнического университета Виргинии и затем университета Торонто, а в 1989 — Вашингтонского университета, в 1991 — университета Юты и EHESS. С 1992 фул-профессор Барнард-колледжа, с 1993 также завкафедрой философии, именной профессор Ann Whitney Olin Professor, ныне эмерит. Титулованный помощник редакторов The Cambridge history of seventeenth-century philosophy (1998). Публиковался в Journal of the History of Philosophy, SCIENCE.